# Давид-Городокский район
Давид-Городокский район (бел. Давыд-Гарадоцкі раён) — административно-территориальная единица в Белорусской ССР в 1940—1961 годах, входившая в Пинскую, затем — в Брестскую область.
Район в Пинской области был образован 15 января 1940 года. В октябре того же года установлено деление на 11 сельсоветов. 8 января 1954 года район передан в состав Брестской области в связи с ликвидацией Пинской области, 16 июля три сельсовета упразднены. 19 января 1961 года район упразднён, вся его территория вошла в Столинский район.
По переписи населения 1959 года в районе проживало 46 766 человек: 45 493 белоруса (97,28%), 706 русских, 239 украинцев, 208 поляков, 37 евреев, 8 татар, 75 представителей других национальностей.
Сельсоветы
- Велемичский (1940—1961);
- Лядцевский (1940—1961);
- Мерлинский (1940—1961);
- Озданичский (1940—1961);
- Ольгомельский (1940—1954);
- Ольшанский (1940—1961);
- Ремельский (1940—1954);
- Рубельский (1940—1961);
- Хоромский (1940—1961);
- Хорский (1940—1954);
- Храпунский (1940—1961).